# Kościół Matki Bożej Nieustającej Pomocy w Drawnie

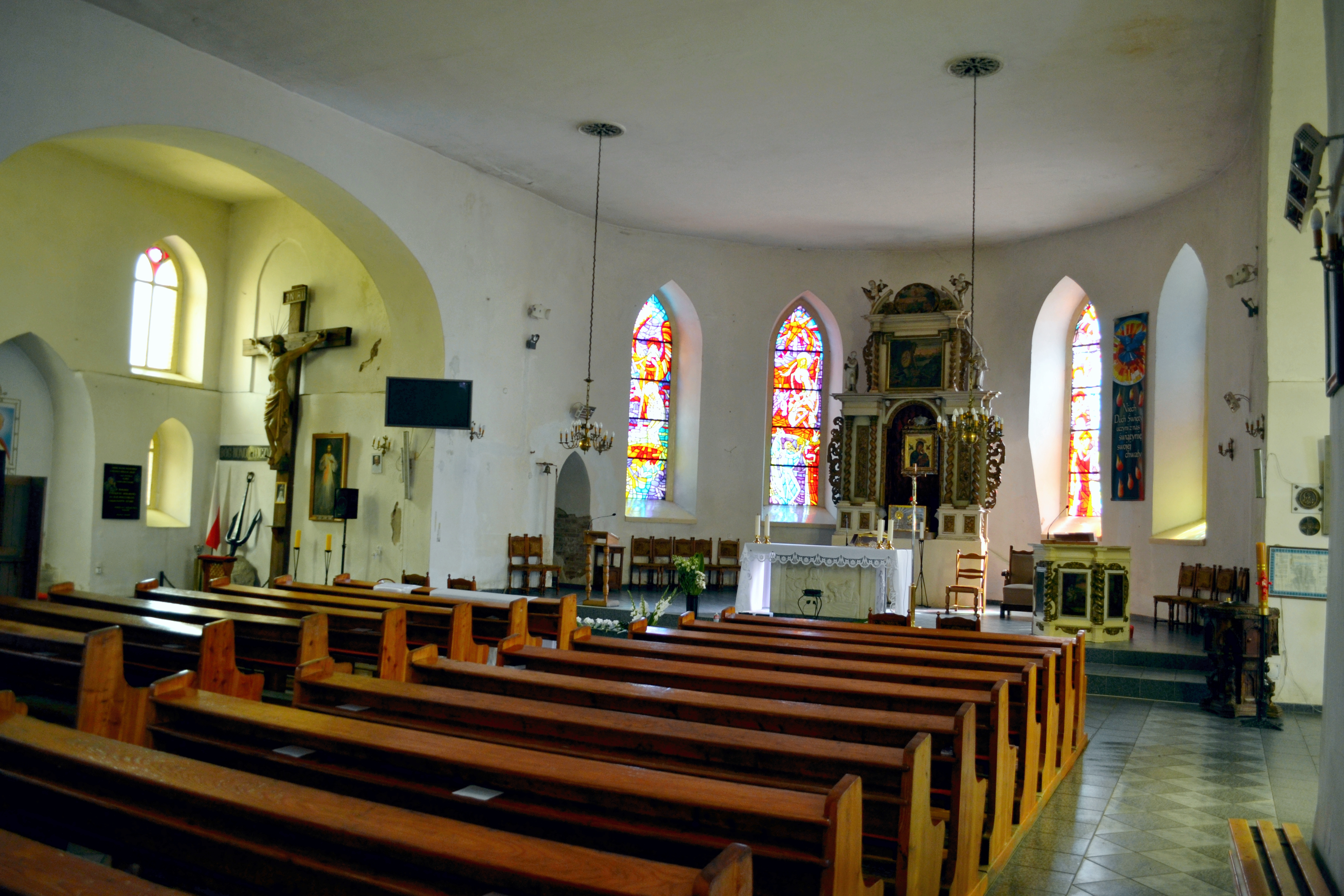
Wnętrze kościoła

Kościół Matki Bożej Nieustającej Pomocy w Drawnie – rzymskokatolicki kościół parafialny w Drawnie, w powiecie choszczeńskim, w województwie zachodniopomorskim. Należy do dekanatu Drawno archidiecezji szczecińsko-kamieńskiej.

## Historia
Pierwsza wzmianka o istnieniu kościoła w Drawnie pochodzi z  XII wieku. Na fundamentach dawnej świątyni w XV wieku została wzniesiona nowa budowla. W czasie reformacji (od połowy XVI w.) kościół został przystosowany do obrządku luterańskiego. W 1690 kościół poważnie ucierpiał w wyniku pożaru (spaleniu uległo całe wyposażenie). Odbudowa świątyni przebiegała szybko: w 1696 ustawiono nowy ołtarz, w 1697 wykonano nowy chór dla szlachty, a w 1703 wstawiono nową kazalnicę. Po pożarze w 1800 r. bryłę kościoła wzbogacono o transept, a w 1820, od strony zachodniej dobudowano ryglową wieżę przykrytą hełmem (obecnie niezachowanym).
Po zakończeniu II wojny światowej, w dniu 10 czerwca 1945 roku kościół został poświęcony pod wezwaniem Matki Bożej Nieustającej Pomocy jako świątynia rzymskokatolicka. W 1951 została przy kościele utworzona parafia. W latach 1973–74 przebudowano zwieńczenie wieży. W latach osiemdziesiątych XX w.  wstawiono nowe witraże. W 1997 odnowiono chór i zainstalowano organy – dar Siegmara Schickela z Niemiec.

## Architektura i wyposażenie
Jest to budowla późnogotycka, orientowana, wzniesiona na planie krzyża łacińskiego z pięciobocznie zamkniętym prezbiterium oraz zakrystią od północy i ryglową wieżą od zachodu. Jednonawowe wnętrze przykryte jest płaskim stropem. Korpus kościoła nakryty jest dachem dwuspadowym, wieża zaś dachem namiotowym.

### Wyposażenie
- Barokowy ołtarz główny pochodzi z 1696 roku. Wykonany został przez Martina Hoffmana ze Stargardu[4]. Pierwotnie był to ołtarz ambonowy[4]. Składa się on z trzech części. Górna przedstawia Wniebowstąpienie, środkowa – Sąd Ostateczny, natomiast dolna – Matkę Bożą Nieustającej Pomocy[2]. Z lewej i prawej strony części górnej mieszczą się rzeźby aniołów, natomiast z lewej i prawej strony części środkowej znajdują się rzeźby apostołów: św.Piotra i św. Pawła[4].

- Ambona pochodzi z tego samego roku co ołtarz i jest ozdobiona wizerunkami trzech ewangelistów: św. Łukasza, św. Jana i św. Marka[2].

- Chrzcielnica – drewniana, wykonana przez J. Gaedke w 1884, w latach 2019-21 poddana konserwacji i restauracji przez Darię Agnieszkę Maciąg (Wydział Sztuk Pięknych UMK)[5];

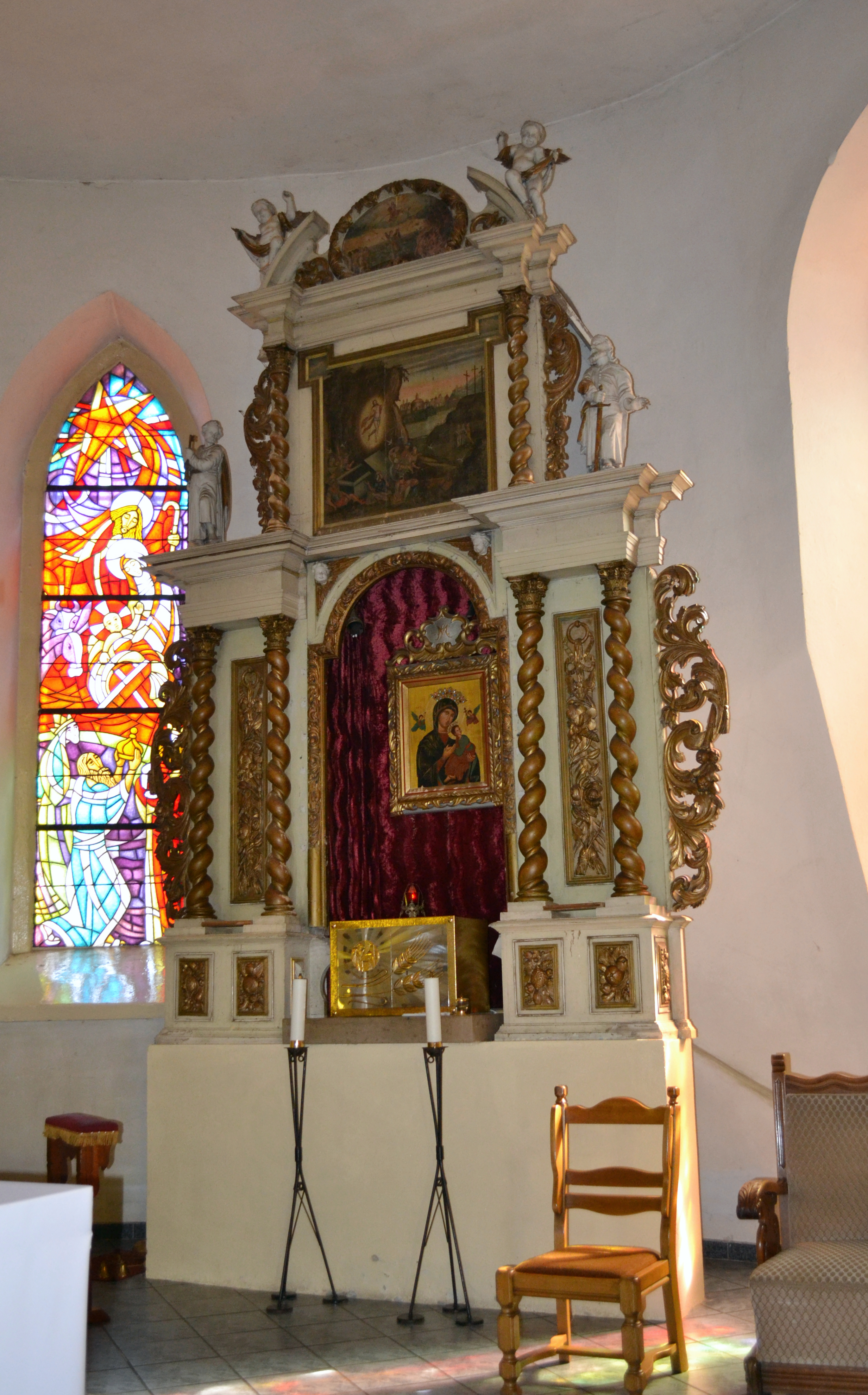
Ołtarz główny
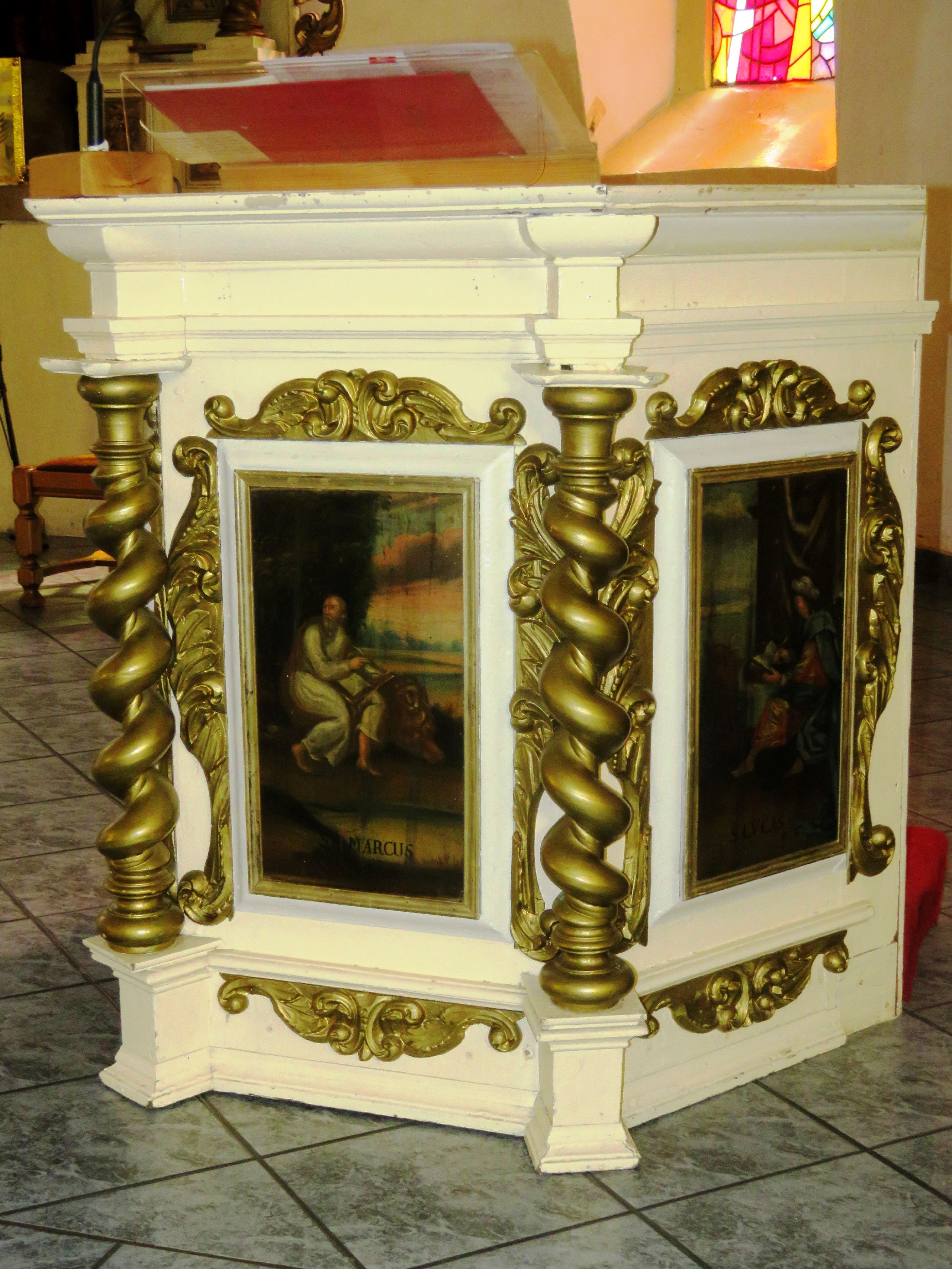
Ambona
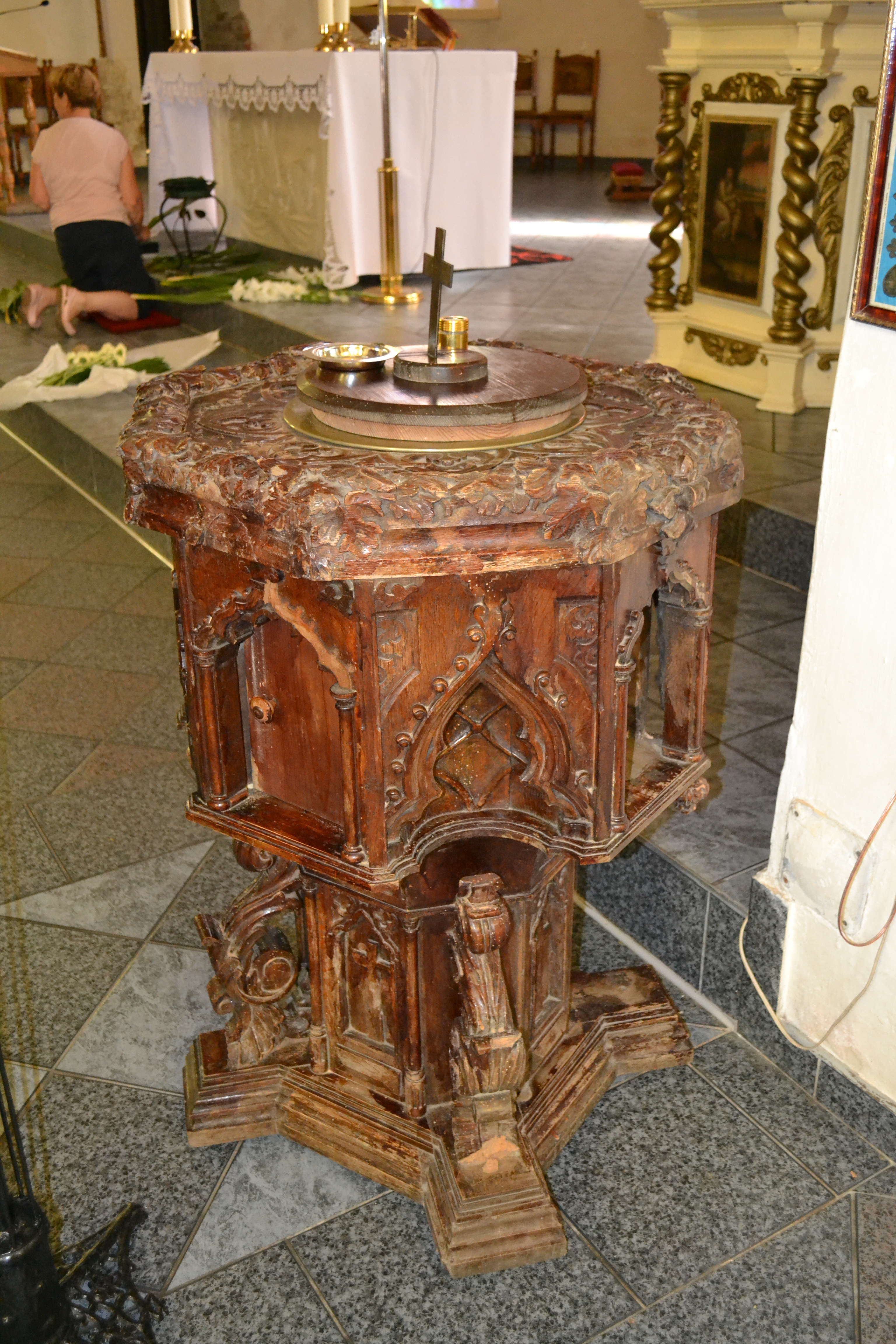
Chrzcielnica
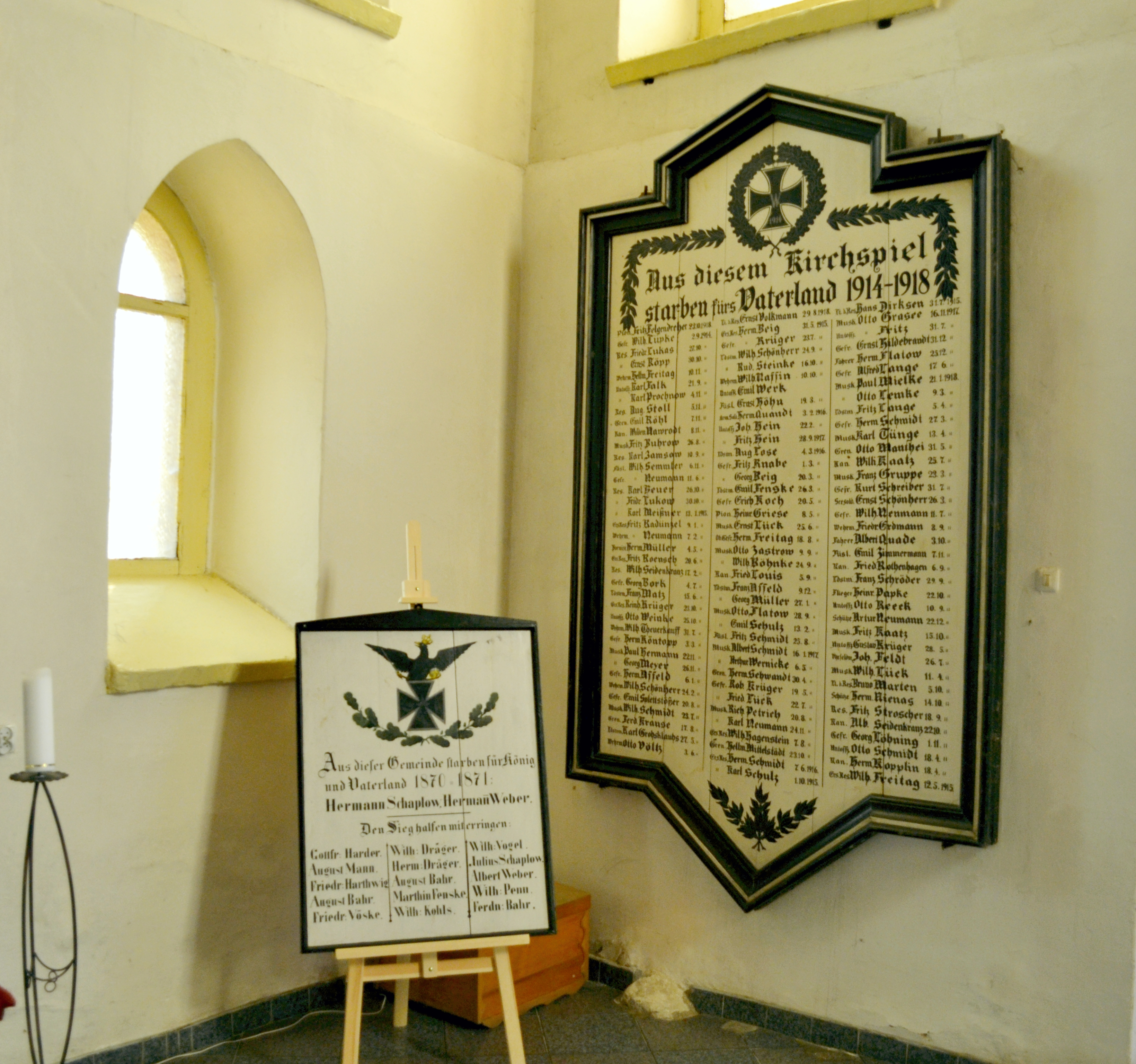
Tablice upamiętniające parafian poległych na frontach I wojny światowej i wojny francusko-pruskiej 1870-71.